# 이피로스 지역
이피로스(현대 그리스어: Ἠπειρος), 에페이로스(고대 그리스어: Ἠπειρος)는 유럽 남동부의 한 지역으로, 오늘날 그리스 이피로스 주와 알바니아 남부의 지로카스터르, 블로러, 코르처 관구를 포괄하는 지역이다.

## 지명 유래
지명 '에페이로스'는 그리스어로 Ἤπειρος(Epeiros, 도리아 그리스어와 북서부 그리스어로는 Ἅπειρος, Apeiros)이며, 에페이로스 해안과 인접한 이오니아 제도와 대비하여 '본토'를 뜻하는 말이다. 이것은 인도-유럽어의 *apero('해안')에서 나온 말로 보인다. 원래 이것은 그리스 본토 전체를 이르는 말이었다.

## 경계와 정의
역사적 영역으로서 에페이로스는 대개 북쪽 알바니아 로가라 산맥(역사상 '케라우니아 산맥'이라고 하는데, 고대 그리스어로 '벼락에 갈라진 봉우리'를 뜻하는 Κεραύνια όρη에서 나온 말이다.)의 끝에서 그리스의 암브라키코스 만까지 아우르는 지역이다. 그리스 본토의 척추를 이루는 핀도스산맥이 동쪽 경계가 되며, 에페이로스와 마케도니아와 테살리아의 경계선이다. 서쪽으로 에페이로스는 아드리아해와 이오니아해와 접하고 있다. 육지와 떨어진 케르키라섬은 에페이로스에 속하지 않는 것으로 간주된다.

## 지리와 생태 환경

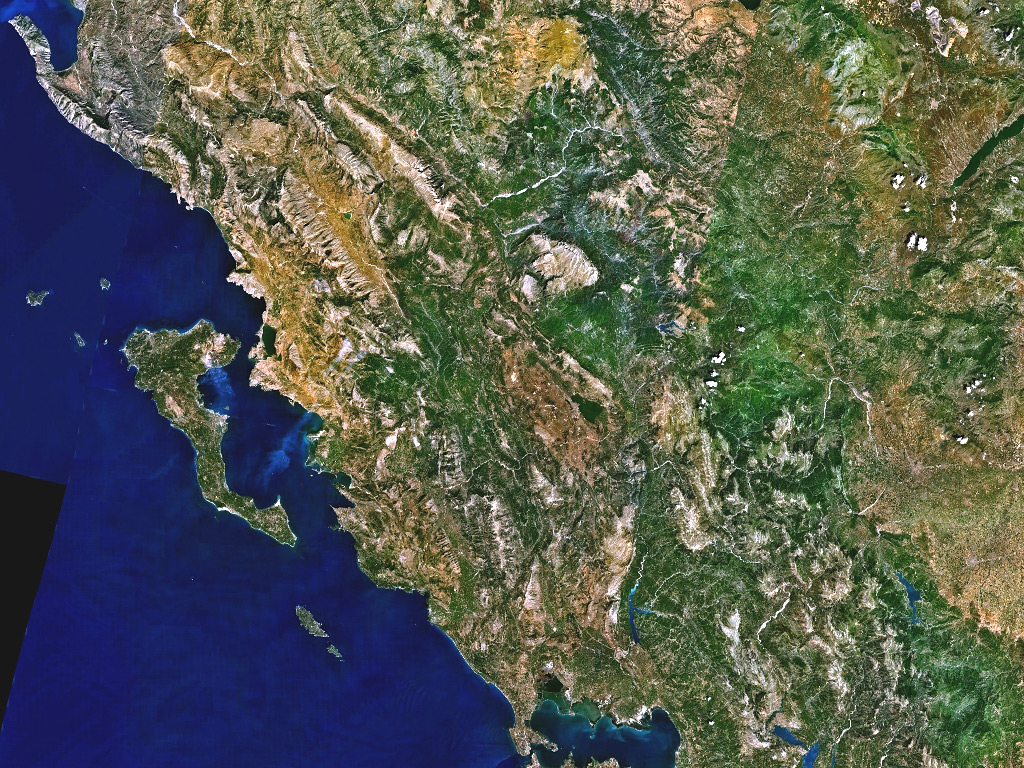
에페이로스를 찍은 NASA의 위성사진.

이피로스는 바위가 많은 산지이다. 이 곳은 주로 디나르알프스산맥의 일부(이 지역에서 높이 2,650m에 이르는 곳도 있다)인 석회암 산지로 이루어져 있다. 동쪽에 핀도스산맥이 있다. 에페이로스의 대부분은 핀도스의 바람받이 쪽에 자리잡고 있다. 이오니아해에서 불어오는 바람으로 이곳은 그리스 다른 지역보다 강우량이 많다.
이피로스의 기후는 주로 고산 기후이다. 식생은 주로 침엽수림이다. 곰, 늑대, 여우, 사슴, 스라소니 등 다양한 동물이 서식한다.